# 2020年夏季奥林匹克运动会男子篮球比赛参赛球员名单
2020年夏季奥林匹克运动会男子篮球参赛球员名单是2020年夏季奥林匹克运动会十二支男子篮球参赛代表队球员名单，只有被注册在名单内的球员才能参加本届赛事，各队可注册12名球员。

## A组

### 捷克
最终名单于2021年7月8日公布。

### 法国
最终名单于2021年5月21日公布。

### 伊朗
最终名单于2021年7月3日公布。

### 美国
最终名单于2021年7月16日公布。

## B组

### 澳大利亚
最终名单于2021年7月2日公布。

### 德国
最终名单于2021年7月5日公布。

### 意大利
最终名单于2021年7月6日公布。

### 尼日利亚
15人初选名单于2021年7月6日公布。 最终名单于2021年7月20日公布。

## C组

### 阿根廷
15人初选名单于2021年6月4日公布。 最终名单于2021年7月18日公布。

### 日本
最终名单于2021年7月5日公布。

### 斯洛文尼亚
最终名单于2021年7月17日公布。

### 西班牙
16人初选名单于2021年7月6日公布。2021年7月19日公布最终名单。2021年7月24日，胡安·埃尔南高梅兹由于肩伤和明尼苏达森林狼队的要求，被哈维·洛佩斯-阿罗斯特吉替换。